# نوودومیکان
نوودومیکان (به لاتین: Novodomikan) یک منطقهٔ مسکونی در روسیه است که در استان آمور واقع شده‌است.